# Dhavaleshwar, Mudhol
Dhavaleshwar là một làng thuộc tehsil Mudhol, huyện Bagalkot, bang Karnataka, Ấn Độ.